# Oneida González
Oneida González (ur. 3 czerwca 1981) – wenezuelska siatkarka, grająca jako atakująca. Obecnie występuje w drużynie Lancheras de Cataño.